# Політичний бекграунд
Політичний бекгра́унд (від англ. background — тло, передумова, походження) — обставини політичного життя суспільства на певному історичному етапі, на тлі яких відбуваються політичні процеси. Може бути як стабільним, так і нестабільним, сприятливим або несприятливим. Впливає на формування певного співвідношення політичних сил, сукупність подій, результат політичної діяльності.
За твердженням К. Ірха це симбіоз політичного стану, обстановки, ситуації, які, одночасно, і є тлом конкретним політичним подіям, і передують їм та зумовлюють їх перебіг.
Політичний бекграунд часто можна вважати індикатором стану політичної системи, яку складає комплекс взаємодій між її суб'єктами у певний час.
У новітній моделі міжнарнодного геополітичного порядку існує феномен динамічного бекграунду, який видозмінює свої межі, підлаштовується пропорційно тому, що відбувається у світі.
Це не локальне явище. Найчастіше він формується на міжнародному рівні. Наприклад, дискусії щодо популяризації «правих» ідеологій в Європі слугували плідним супроводом процесу переговорів між лідерами правих партій Франції та Нідерландів, які у 2014 році призвели до створення єдиної фракції у Європарламенті. Таким чином, політичний бекграунд надає певного забарвлення всьому європейському парламентаризму.